# 전미사
전미사는 대한민국의 과학자로, 한국해양연구원 부설 극지연구소 연구원이다. 23차 남극 세종과학기지 월동대원에 여성으로서는 최초로 선발되어 해양연구원으로 활동하였다. 이후로도 년 5개월 정도 남북극 바다, 기지를 오가며 극지 미세조류를 연구하고 있다.

## 경력
- 2007. 01~ 한국해양연구원 부설 극지연구소 연구원
- 2009-12-01 ~ 2010-12-01 남극세종과학기지 제23차 월동연구대 해양연구원